# Parafia św. Mikołaja w Szewnie
Parafia Świętego Mikołaja w Szewnie – parafia rzymskokatolicka w Szewnie (diecezja sandomierska, dekanat Szewna). 
Erygowana przed 1326 r. W XV w. parafia wymieniana jako przynależna do klucza kunowskiego dóbr biskupów krakowskich. W 1614 r. z parafii wydzielono parafię św. Michała Archanioła w Ostrowcu. Duszpasterstwo w niej prowadzą księża diecezjalni.

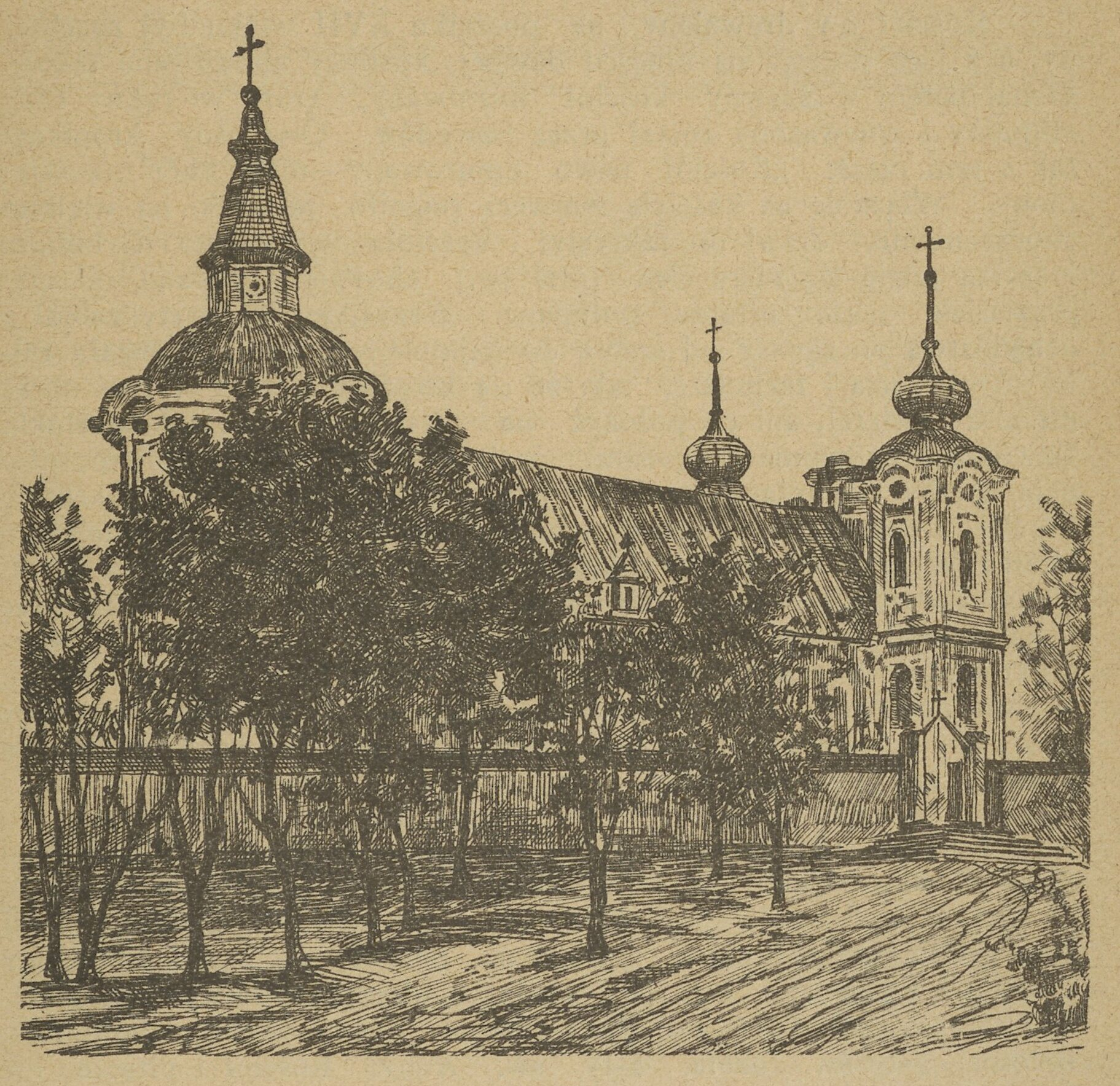
Kościół przed 1907